# Academia Națională de Artă Dramatică Aleksander Zelwerowicz din Varșovia
Academia Națională de Artă Dramatică Aleksander Zelwerowicz din Varșovia (în poloneză Akademia Teatralna im. Aleksandra Zelwerowicza) este o instituție publică de învățământ superior din Varșovia, Polonia. Accentul este pus pe artele teatrului. Are sediul în Collegium Nobilium, o clădire din secolul al XVIII-lea care a găzduit anterior un internat de elită condus de călugări piariști.

## Istorie
Academia a fost fondată în Łódź în 1946 și a fost mutată la Varșovia în 1949. Continuă tradiția Institutului Național de Arte Teatrale (Państwowy Instytut Sztuki Teatralnej) înființat la Łódź în 1932. A fost fondată ca Școala Națională Superioară de Teatru (Państwowa Wyższa Szkoła Teatralna). 
Primul său rector și decan al Facultății de regie a fost Leon Schiller, decanul Facultății de actorie a fost Aleksander Zelwerowicz, iar decanul Facultății de teatru a fost Bohdan Korzeniewski. Ca urmare a unei dispute privind pregătirea actorilor, Zelwerowicz a părăsit școala și a fost înlocuit de Henryk Szletyński. După ce academia s-a mutat din Łódź la Varșovia în 1949, Jan Kreczmar a devenit rector al școlii și a deținut această funcție până în 1967. În anii 1970–1981, Tadeusz Łomnicki a fost rector.
Andrzej Łapicki și Jan Englert au fost, de asemenea, rectori. În timpul mandatului lor, fosta scenă a Mănăstirii Ordinului Piarist a fost reconstruită și a fost numită Teatrul Collegium Nobilium. În prezent, aici se realizează spectacole de diplomă ale Facultății de Actorie.
A primit un patron (Aleksander Zelwerowicz⁠(d)) în 1955. În 1962 a primit certificarea ca instituție de învățământ superior. Numele actual l-a primit în 1996.

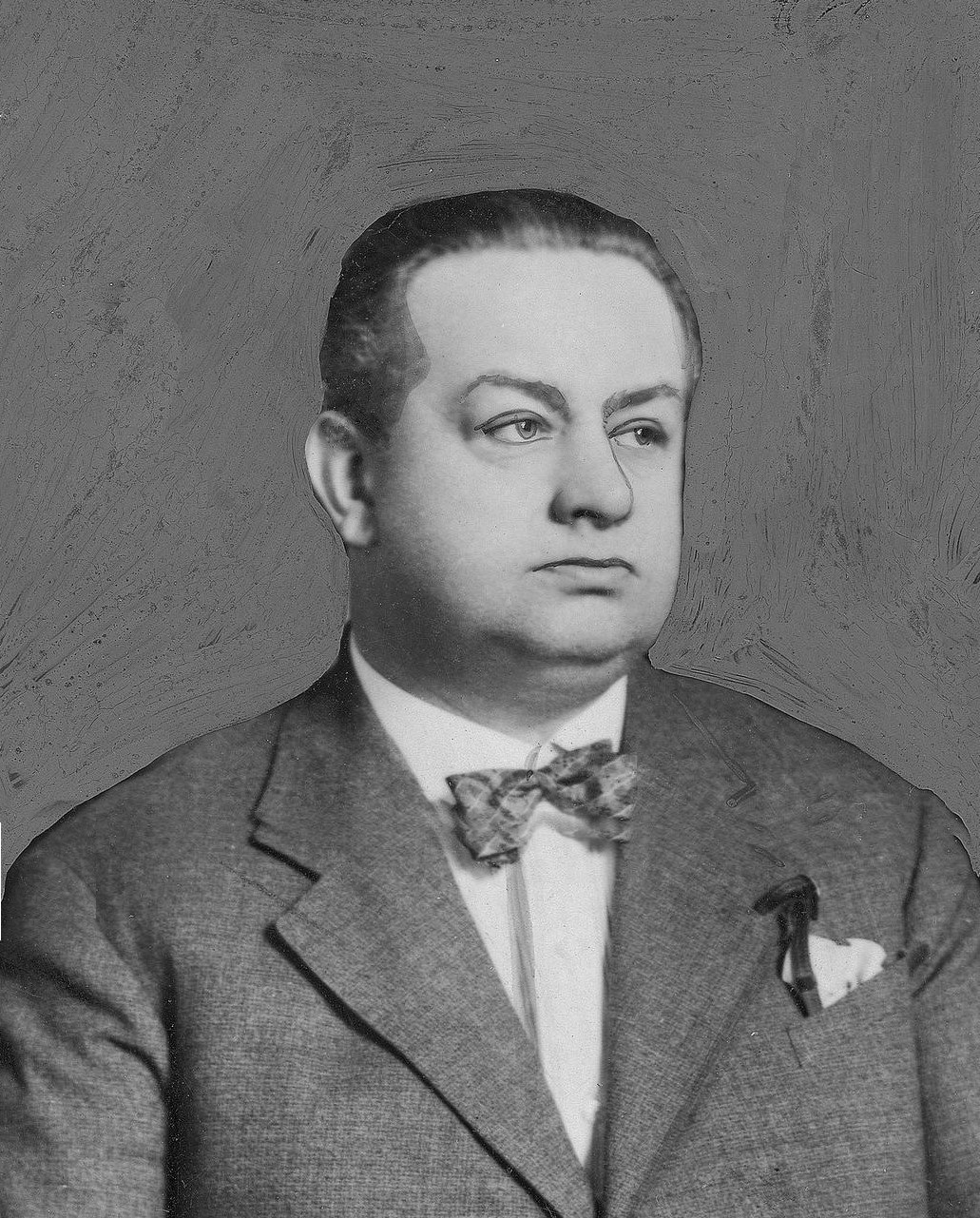
Aleksander Zelwerowicz (1930)

Membrii facultății de la Academia Națională de Artă Dramatică din Varșovia au fost sau sunt preponderent profesioniști în domeniile lor. Printre cei mai notabili dintre aceștia se numără: Leon Shiller, Erwin Axer⁠(d), Aleksander Bardini⁠(d), Stanisława Wysocka⁠(d), Henryk Elzenberg, Stanisław Ossowski⁠(d), Zofia Lissa⁠(d), Edmund Wierciński⁠(d), Jan Kreczmar⁠(d), Stefan Jaracz, Maja Komorowska⁠(d), Bohdan Korzeniewski, Andrzej Łapicki, Zofia Mrozowska⁠(d), Janina Mieczyńska, Marian Wyrzykowski⁠(d), Ludwik Sempoliński⁠(d), Kazimierz Rudzki⁠(d), Hanka Bielicka⁠(d), Ignacy Gogolewski⁠(d), Zbigniew Zapasiewicz⁠(d), Jan Englert, Wiesław Komasa, Tadeusz Łomnicki, Gustaw Holoubek, Zygmunt Hűbner și Anna Seniuk⁠(d).

## Rectori
- 1946–1949: Leon Schiller
- 1949–1967: Jan Kreczmar⁠(d)
- 1967–1970: Władysław Krasnowiecki
- 1970–1981: Tadeusz Łomnicki

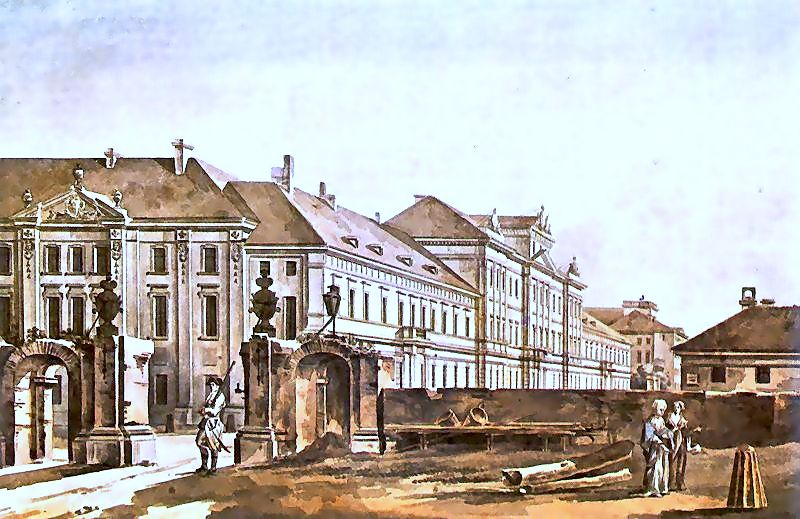
O pictură istorică de Zygmunt Vogel care înfățișează Collegium Nobilium (acum sediul Academiei Naționale de Artă Dramatică)

- 1981–1987 și 1993–1996: Andrzej Łapicki
- 1987–1993 și 1996–2002: Jan Englert
- 2002–2008: Lech Śliwonik
- 2008–2016: Andrzej Strzelecki⁠(d)
- 2016–prezent: Wojciech Malajkat

## Absolvenți notabili
- Vanessa Aleksander⁠(d)
- Piotr Adamczyk
- Michał Bajor
- Joanna Brodzik⁠(d)
- Agata Buzek⁠(d)
- Martyna Byczkowska⁠(d)
- Stanisława Celińska⁠(d)
- Andrzej Chyra⁠(d)
- Mateusz Damięcki⁠(d)
- Paweł Domagała⁠(d)
- Bożena Dykiel⁠(d)
- Jan Englert
- Adam Ferency⁠(d)
- Katarzyna Figura
- Piotr Fronczewski⁠(d)
- Krystyna Janda⁠(d)
- Janusz Józefowicz⁠(d)
- Krzysztof Kolberger⁠(d)
- Marek Kondrat⁠(d)
- Małgorzata Kożuchowska⁠(d)
- Emilia Krakowska⁠(d)
- Piotr Krasko⁠(d)
- Agata Kulesza⁠(d)
- Olga Lipińska⁠(d)
- Tadeusz Łomnicki
- Daniel Olbrychski
- Bartosz Opania
- Dominika Ostałowska
- Jan Machulski⁠(d)
- Joanna Pacula
- Franciszek Pieczka⁠(d)
- Andrzej Seweryn
- Małgorzata Socha⁠(d)
- Danuta Szaflarska
- Joanna Szczepkowska⁠(d)
- Borys Szyc⁠(d)
- Hubert Urbanski⁠(d)
- Roman Wilhelmi⁠(d)
- Rafał Zawierucha⁠(d)
- Michał Żebrowski⁠(d)
- Artur Żmijewski⁠(d)
- Marta Żmuda Trzebiatowska⁠(d)
- Zbigniew Zapasiewicz⁠(d)